# كلير إليان إنجل
كلير إليان إنجل (بالفرنسية: Claire-Éliane Engel)، (مواليد وهران، 1903)، (توفيت في إيفري سور سين، 20 أبريل 1976) هي مؤرخة وناقدة أدبية ومترجمة وكاتبة.

## السيرة
في 1925، نالت كلير إليان إنجل شهادة في اللغة الإنجليزية من السوربون. في 1931، دافعت عن أطروحتها لشهادة الدكتوراه الوطنية التي أعدتها تحت إشراف بول هازارد.
كانت مهتمة أيضًا بتاريخ منطقة البحر المتوسط، وخاصة فرسان الإسبتارية. كما نشرت سيرة ذاتية لفيليب الثاني دوق أورليان.

## روابط خارجية
- كلير إليان إنجل على موقع المحدد المعياري الدولي للأسماء